# آرورا (کلرادو)
آرورا (به انگلیسی: Aurora) شهری در ایالت کلرادو در آمریکاست.

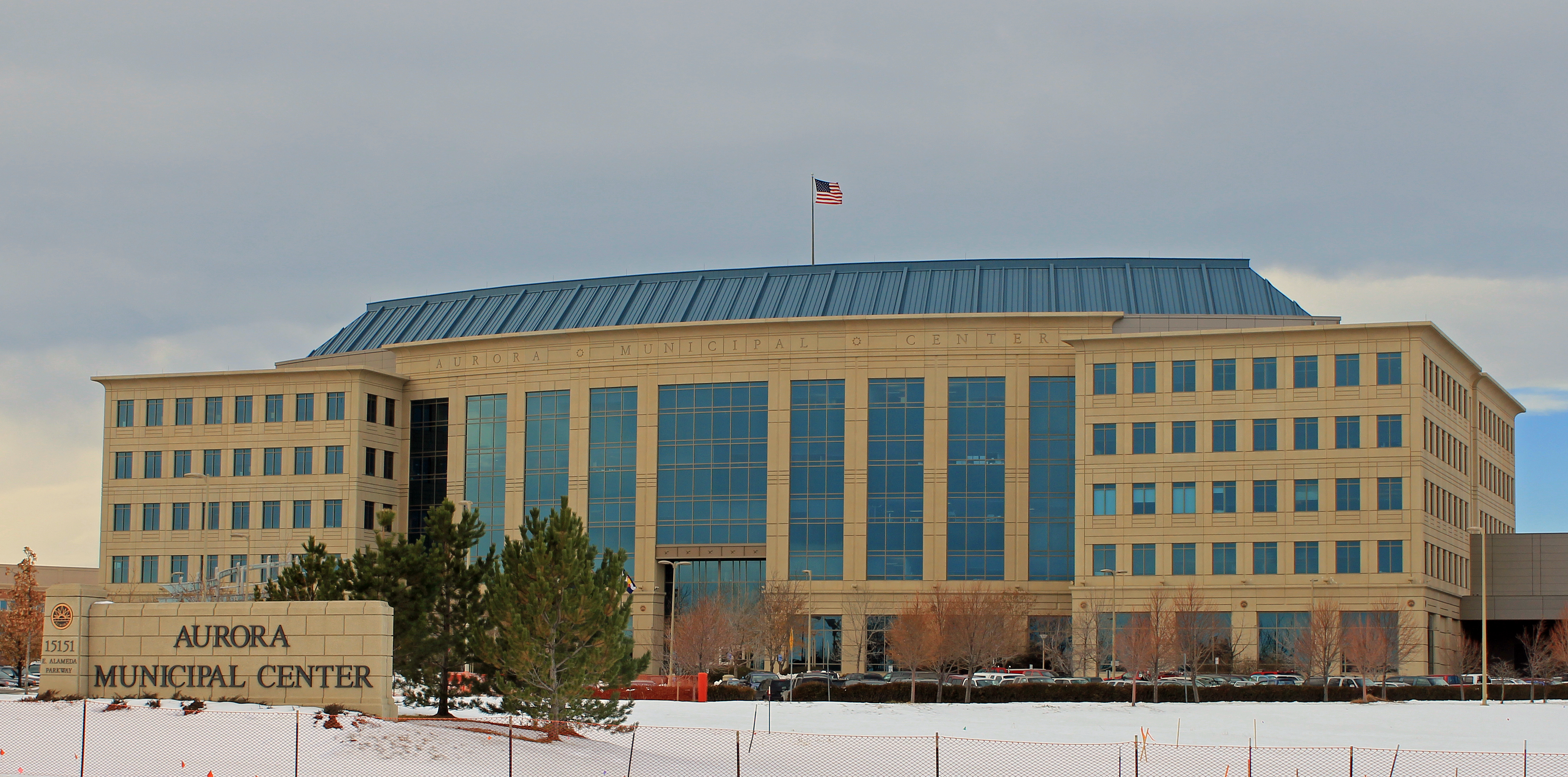